# 一蓮托生
一蓮托生（いちれんたくしょう）は、仏教からの熟語。

## 概要
仏教において、人々というのは死後には、極楽浄土においての同じ蓮華の上に生まれるということを意味する。このことから転じて、人々がどのような結果になろうとも最後まで行動や運命を共にするということを意味する。

### 由来
仏教の浄土教においては、罪人であっても阿弥陀仏の誓願により、仏が座している蓮華座上に往生して、悟りを極めることができることとなっており、このようになることを一蓮托生という。江戸時代の日本においては恋愛結婚というものは許されないものであったために、来世こそは恋愛が成就しますようにと願うときに一蓮托生という言葉が用いられていた。